# The Empyrean
The Empyrean è il decimo album solista di John Frusciante, uscito il 20 gennaio 2009.
Uscito a quattro anni dal precedente Curtains, The Empyrean può considerarsi a tutti gli effetti l'apice del percorso solista del chitarrista statunitense, l'album presenta dieci tracce di intensa sperimentazione sempre ai confini della psichedelia, che ci regala una prestazione impeccabile: si tratta di un concept che racconta una storia racchiusa nella mente di una sola persona attraverso la sua vita; l'unica altra presenza è un personaggio di fantasia che vive, a detta dello stesso Frusciante, nella mente della gente. L'abilità chitarristica di Frusciante trova nella dimensione solista una nuova dimensione di libertà e forza, in particolar modo nel primo brano "Before the Beginning" che nell'assenza di vocalità trova una presenza potente di espressione personale, non solo per l'artista ma anche per lo strumento. L'intero album è inoltre una lunga confessione dell'artista stesso alla ricerca di una espressione pura. 

## Tracce
1. Before The Beginning (strumentale) - 9:08
2. Song To The Siren (Tim Buckley Cover) - 3:33
3. Unreachable - 6:10
4. God - 3:23
5. Dark/Light - 8:30
6. Heaven - 4:03
7. Enough Of Me - 4:14
8. Central - 7:16
9. One More Of Me - 4:06
10. After The Ending - 3:57
11. Today (bonus track edizione giapponese) - 4:39
12. Ah Yom (bonus track edizione giapponese) - 3:18
13. Here Air (pubblicata in seguito, inverno 2010) - 3:47

## Musicisti

### Artista
- John Frusciante - voce, chitarra elettrica, chitarra acustica, tastiera, pianoforte, basso in "Dark/Light" e "Central", sintetizzatore, drum machine

### Altri musicisti
- Josh Klinghoffer - batteria, percussioni, basso, sintetizzatore, Fender Rhodes, organo Hammond, pianoforte, cori
- Flea - basso in "Unreachable," "God," "Heaven," "Enough of Me," "Today," and "Ah Yom"
- Johnny Marr - chitarra elettrica in "Enough of me" e chitarra elettrica ed acustica in "Central"
- Sonus Quartet - archi
- The New Dimension Singers - cori